# Министерство окружающей среды Швеции
Министерство окружающей среды (швед. Miljödepartementet) отвечало за вопросы окружающей среды и строительство в Швеции. Министерство также несло общую ответственность за координацию работы правительства по устойчивому развитию.
Упразднено в 2022 году. Функции переданы в созданное Министерство по делам климата и промышленности Швеции.
Офис министерства располагался в центре Стокгольма.

## История
Министерство было основано в 1987 году, как Министерство Окружающей среды и Энергетики. Изначально вопросами окружающей среды занималось Министерство сельского хозяйства, a вопросами энергетики Министерство предпринимательства.
В 1990 году было переименовано в Министерство охраны окружающей среды.
- в 1991 переименовано в Министерство экологии и природных ресурсов
- 2004 Министерство устойчивого развития
- 2007 Министерство охраны окружающей среды

## Организационная структура
Министерство возглавляет министр по делам окружающей среды, который назначается премьер-министром.

### Отделы
- Отдел по качеству окружающей среды
- Отдел по природным ресурсам
- Отдел экологического менеджмента
- Отдел по устойчивому развитию
- Отдел по административным вопросам
- Отдел по международным делам
- Отдел административных служб
- Информационное бюро

### Агентства
- Национальный совет по жилищному вопросу, строительству и городскому планированию *Национальная организация помощи владельцам частных домов
- Шведский исследовательский совет по вопросам окружающей среды, сельскохозяйственных наук и пространственного планирования
- Национальное агентство по химическим веществам
- Шведский Фонд ядерных отходов
- Шведский геотехнический институт
- Шведская инспекция атомной энергетики
- Шведский национальный трибунал водоснабжения и канализации
- Шведский метеорологический и гидрологический институт